# جین ساویل
جین ساویل (انگلیسی: Jane Saville؛ زادهٔ ۵ نوامبر ۱۹۷۴) ورزشکار دو و میدانی اهل استرالیا است.
وی در مسابقات کشوری و بین‌المللی در مجموع برندهٔ ۳ مدال طلا، ۱ مدال برنز شده‌است.